# 쇼가와정
쇼가와정(庄川町)은 도야마현 히가시토나미군에 있었던 정이다. 2004년 11월 1일에 도나미시와 합병해 도나미시가 되었다  

## 역사
- 1889년 4월 1일 - 정촌제 시행과 함께 이가시토나미군 히가시야마미촌, 아오시마촌, 오가미촌, 다네다촌이 탄생하였다.
- 1952년 6월 1일 - 히가시야마미촌, 아오시마촌, 오가미촌, 다네다촌이 합병해 쇼가와정이 성립하였다.
- 2004년 11월 1일 - (구) 도나미시와 합병해 (신) 도나미시가 되었다.

## 경제
예전에는 임업이 번성하였다.산림 철도나 임도가 없던 시절 벌채한 목재의 수송 수단은 강을 막아 단숨에 흘려보내는 철포보를 이용한 유송이 중심이었으며, 쇼가와 마을 주변에서는 많은 기술자가 생겨났다.쇼가와에서 길러진 유송 기술은 「월중식」으로서 전국에서 퍼져, 홋카이도 등에 다른 임업이 활발한 지역에 돈을 벌러 가는 사람도 나타났다. 이러한 인연으로 후술하는 앵무천 마을과 자매 도시가 체결되었다.

## 교육
- 쇼가와 정립 쇼가와 중학교
- 쇼가와 정립 쇼가와 초등학교

## 교통

### 철도
- 가에쓰노 철도 가에쓰 선 (1915년 -1972년)

### 도로
- 국도 156호선
- 국도 304호선